# Solen delesserti
Solen delesserti is een tweekleppigensoort uit de familie van de Solenidae. De wetenschappelijke naam van de soort is voor het eerst geldig gepubliceerd in 1874 door Sowerby.